# Dolina Białych Stawów

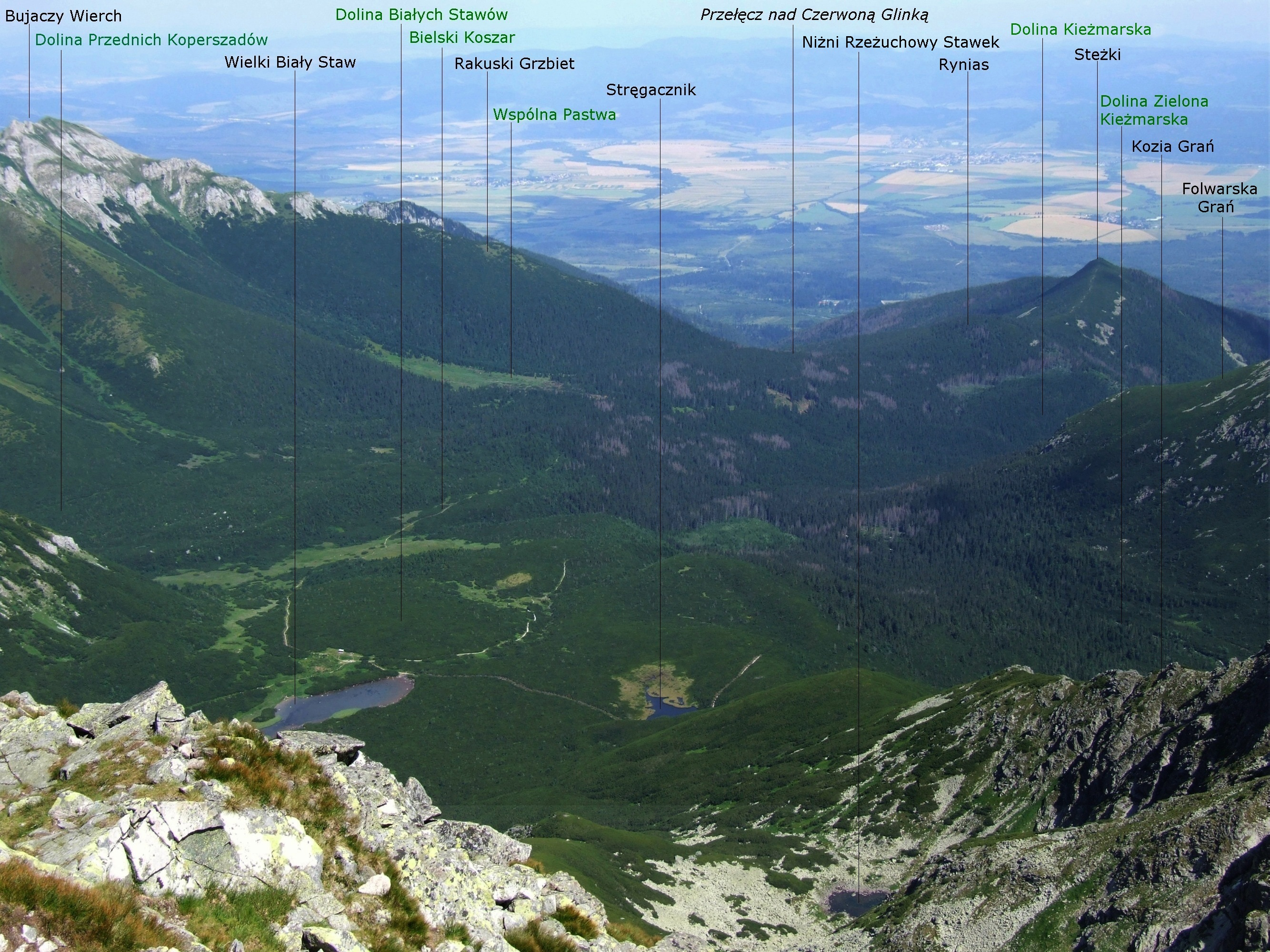
Widok z Jagnięcego Szczytu

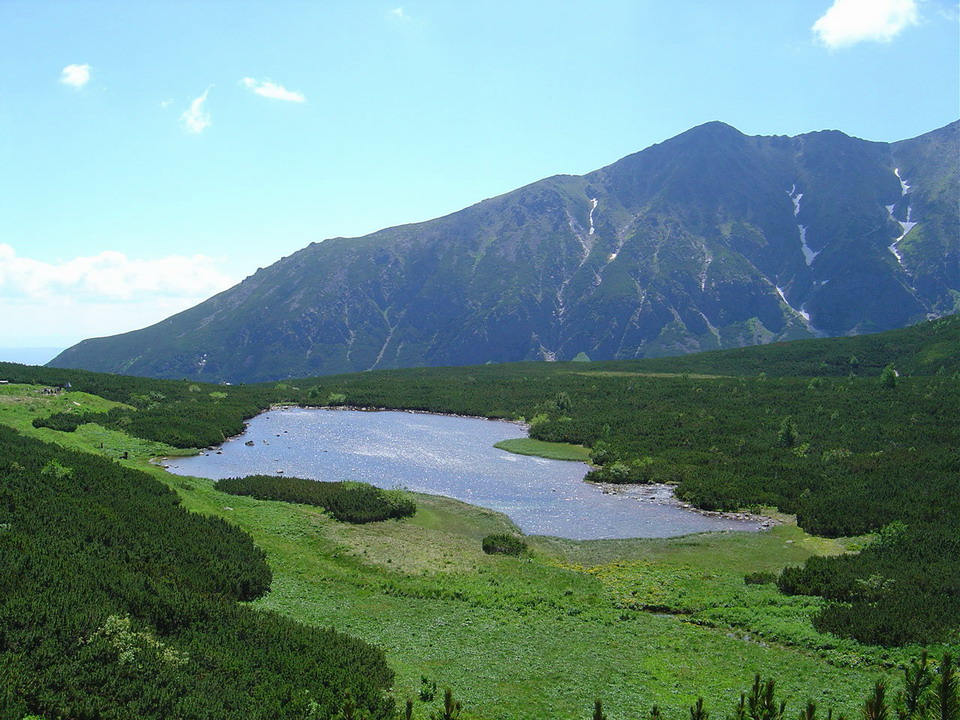
Wielki Biały Staw, w tle Rakuska Czuba

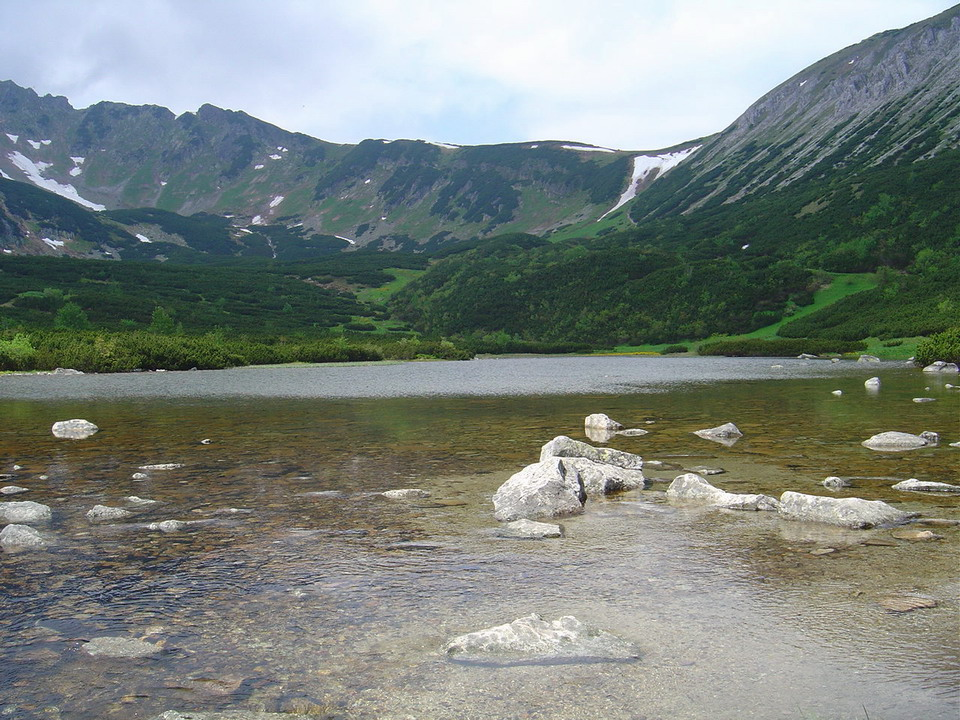
Wielki Biały Staw, w tle Wyżnia Przełęcz pod Kopą

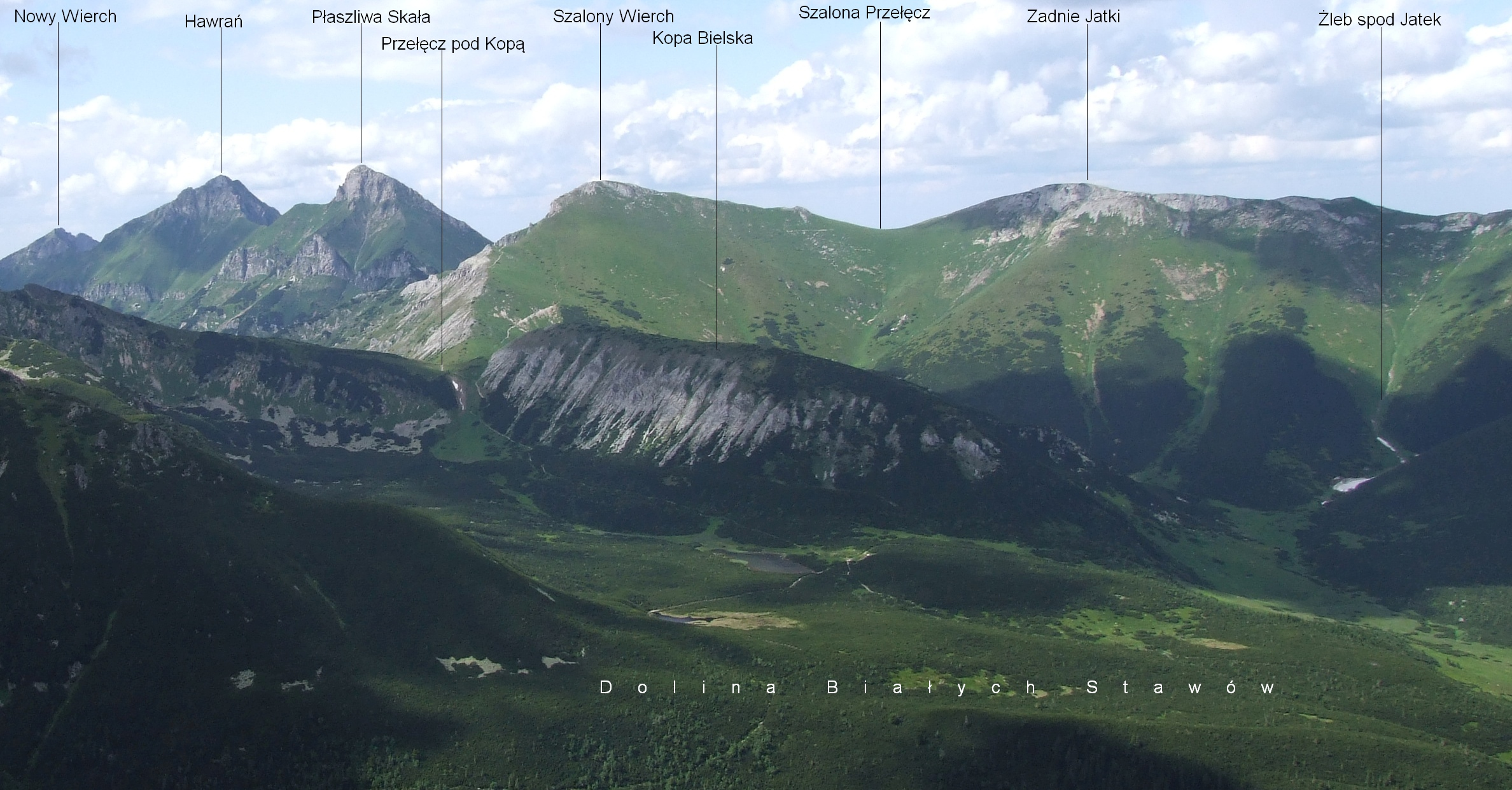

Dolina Białych Stawów niem. Weißseetal, słow. dolina Bielych plies, węg. Fehér-tavi-völgy) – tatrzańska morenowa dolina należąca do systemu Doliny Kieżmarskiej (dolina Kežmarskej Bielej vody), położona pomiędzy Doliną Przednich Koperszadów (Predné Meďodoly) a Doliną Zieloną Kieżmarską (dolina Zeleného plesa).

## Topografia
Dolinę ograniczają:
- od północy – grzęda Bielskiej Kopy, oddzielająca ją od Doliny Przednich Koperszadów,
- od północnego zachodu – Koperszadzka Grań, oddziela ją od Doliny Zadnich Koperszadów,
- od południowego zachodu i południa – Kozia Grań z Kozią Turnią, odchodząca od Jagnięcego Szczytu, która oddziela ją od Doliny Jagnięcej i od Doliny Zielonej Kieżmarskiej[3].

## Opis doliny
Ma 1,8 km² powierzchni i jest nietypowo rozwiniętym kotłem polodowcowym o kilku piętrach wznoszących się do grani łączącej Jagnięcy Szczyt z Kozią Turnią. W dolinie znajduje się kilkanaście niewielkich i płytkich stawów. Największy z nich to Wielki Biały Staw (Velké Biele pleso), położony na wysokości 1613 m. Jego powierzchnia wynosi ok. 1,0 ha, a głębokość ok. 1,0 m.
Inne stawy tej doliny to:
- Stręgacznik (Trojuholníkové pleso),
- Małe Białe Stawy (Malé Biele plesá) – 8 stawów na wysokości 1650-1700 m,
- Niżni Rzeżuchowy Stawek (Nižné Žeruchové pliesko),
- Wyżni Rzeżuchowy Stawek (Vyšné Žeruchové pliesko),
- Żółty Stawek (Žlté pleso), zwany też Żółtym Stawem pod Jagnięcym Szczytem, położony najwyżej (na wysokości 1950 m) staw Doliny Białych Stawów.

## Historia
Dolina była dawniej własnością miasta Biała Spiska, wypasano w niej głównie woły. Poniżej jej progu, na Bielskim Koszarze stały szałasy. W 1897 r. nad brzegiem Wielkiego Białego Stawu powstała wytwórnia olejku kosodrzewinowego. W ciągu kilku lat działalności wyniszczyła ona znaczne połacie kosodrzewiny. W latach 1924–1942 poniżej Przełęczy pod Kopą funkcjonowało niewielkie Schronisko Votruby. Zostało ono zastąpione przez położone nad północno-wschodnim brzegiem Wielkiego Białego Stawu, na wysokości 1615 m n.p.m. Schronisko Kieżmarskie. W 1974 zniszczył je pożar, schroniska nie odbudowano. Obecnie nad stawem znajdują się ławki dla turystów oraz skrzyżowanie szlaków turystycznych.

## Szlaki turystyczne
– końcowy odcinek znakowanej czerwono Magistrali Tatrzańskiej, prowadzący ze schroniska nad Zielonym Stawem (Chata pri Zelenom plese) nad Wielki Biały Staw.
- Czas przejścia znad Łomnickiego Stawu do schroniska: 2:05 h, z powrotem 2:55 h
- Czas przejścia ze schroniska nad Wielki Biały Staw: 35 min w obie strony

  – niebieski szlak z Matlar przez Rzeżuchową Polanę do Doliny Białego Stawu nad Wielki Biały Staw i stamtąd przez Wyżnią Przełęcz pod Kopą na Przełęcz pod Kopą.
- Czas przejścia z Matlar nad Wielki Biały Staw: 3:30 h, ↓ 2:45 h
- Czas przejścia znad stawu na Przełęcz pod Kopą: 45 min, ↓ 35 min

  – zielony szlak z Tatrzańskiej Kotliny i Schroniska pod Szarotką w Dolinie do Siedmiu Źródeł (dolina Siedmich Prameňov) do Doliny Kieżmarskiej, dalej jej dnem nad Wielki Biały Staw. Czas przejścia z Tatrzańskiej Kotliny: 3:10 h, ↓ 2:20 h